# Монтуа-Фланвиль
Монтуа́-Фланви́ль (фр. Montoy-Flanville) — коммуна на северо-востоке Франции, регион Гранд-Эст (бывший Эльзас — Шампань — Арденны — Лотарингия), департамент Мозель. Входит в кантон Панж.

## Географическое положение

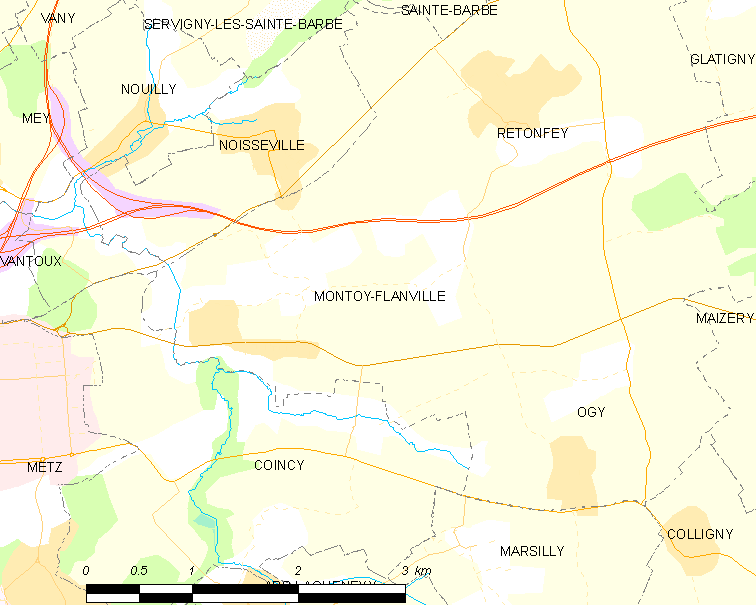
Монтуа-Фланвиль на карте Франции.

Монтуа-Фланвиль расположен в 280 км к востоку от Парижа и в 8 км к востоку от Меца.

## История

### История Монтуа
- Старинный домен, который епископат отдавал как феод патрициям Меца.
- В 13 веке рыцари тевтонского ордена создали благотворительный хоспис.
- В 1495 году деревня была захвачена люксембургскими войсками. В 1518 году сожжена Францем фон Зиккенгеном.
- Монтуа вошла в историческую область От-Шмен мозельских земель.
- В 1572 году Монтуа был объявлен королём Франции как место культа протестантов. Местный замок служил в этом качестве вплоть до 1685 года.

### История Фланвиля
- Фланвиль был сеньоратом в От-Шмен и принадлежал одной из семей Мозеля.
- Объединён с Монтуа в 1812 году.

### История Монтуа-Фланвиля
- Образован в 1812 году в результате слияния коммун Монтуа, Фланвиля, Ловальера и Пёти-Монтуа.
- 31 августа 1870 года Монтуа-Фланвиль стал местом битвы между французскими и германскими войсками.

## Демография
По переписи 2013 года в коммуне проживало 1 117 человек.

## Достопримечательности
- Остатки галло-романской культуры.
- Замок Монтуа XVIII века, часовня.
- Замок Фланвиля.

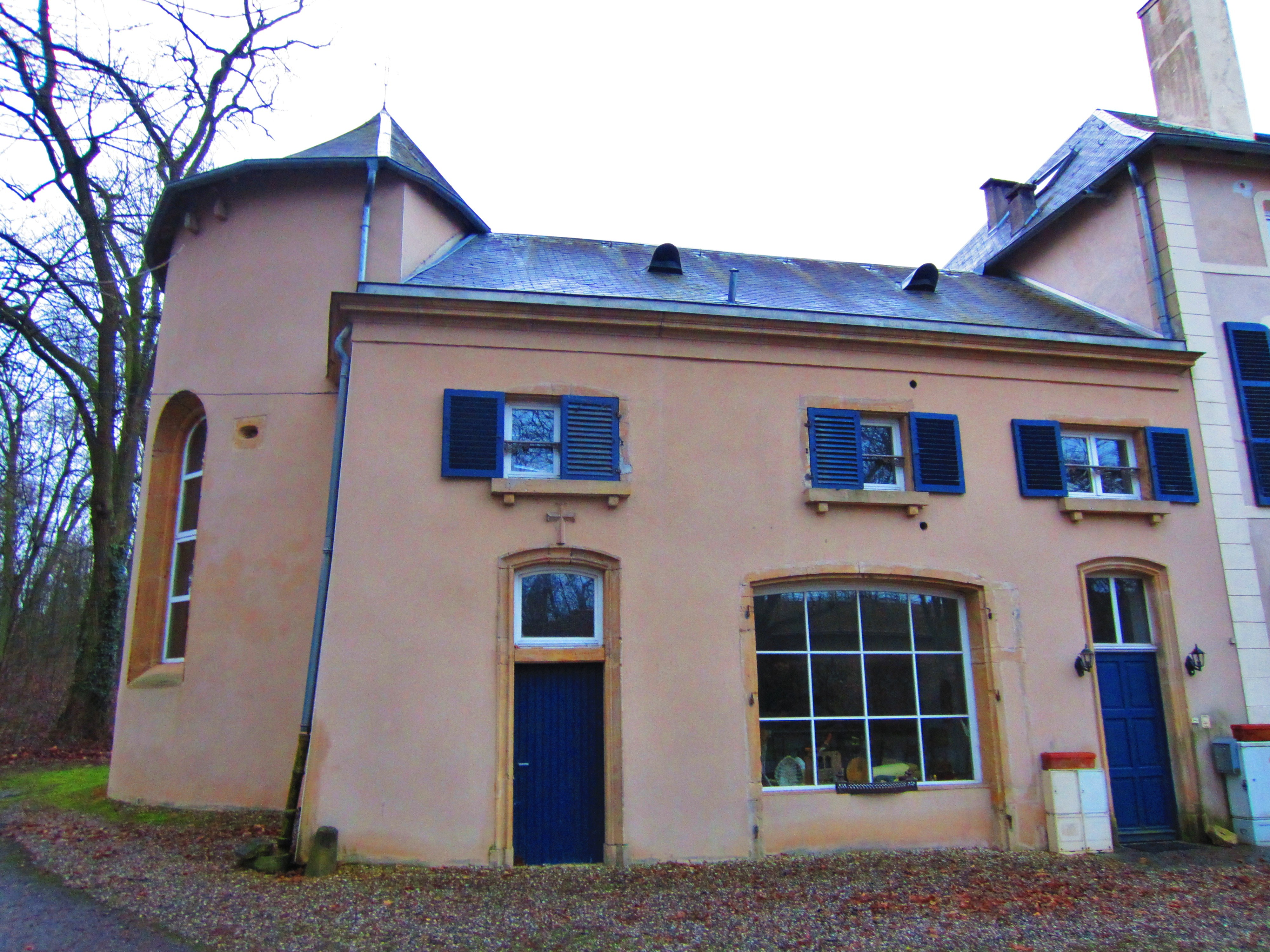
Замок Монтуа.

- Госпиталь Сен-Лоран во Фланвиле, закрыт в 1950 году.
- Лавуар в центре Монтуа, построен в 1826 году.
- Обелиск в память участия французского подразделения во франко-прусской войне 1870—1871 годов.